# Apamea morna
Apamea morna là một loài bướm đêm trong họ Noctuidae.